# Superbike-Weltmeisterschaft 2016
Die Superbike-WM-Saison 2016 war die 29. in der Geschichte der FIM-Superbike-Weltmeisterschaft. Bei 13 Veranstaltungen wurden 26 Rennen ausgetragen.

## Punkteverteilung
Weltmeister wird derjenige Fahrer beziehungsweise der Hersteller, der bis zum Saisonende die meisten Punkte in der Weltmeisterschaft angesammelt hat. Bei der Punkteverteilung werden die Platzierungen im Gesamtergebnis des jeweiligen Rennens berücksichtigt. Die fünfzehn erstplatzierten Fahrer jedes Rennens erhalten Punkte nach folgendem Schema:
| Punkteverteilung | Punkteverteilung | Punkteverteilung | Punkteverteilung | Punkteverteilung | Punkteverteilung | Punkteverteilung | Punkteverteilung | Punkteverteilung | Punkteverteilung | Punkteverteilung | Punkteverteilung | Punkteverteilung | Punkteverteilung | Punkteverteilung | Punkteverteilung |
| ---------------- | ---------------- | ---------------- | ---------------- | ---------------- | ---------------- | ---------------- | ---------------- | ---------------- | ---------------- | ---------------- | ---------------- | ---------------- | ---------------- | ---------------- | ---------------- |
| Platz            | 1                | 2                | 3                | 4                | 5                | 6                | 7                | 8                | 9                | 10               | 11               | 12               | 13               | 14               | 15               |
| Punkte           | 25               | 20               | 16               | 13               | 11               | 10               | 9                | 8                | 7                | 6                | 5                | 4                | 3                | 2                | 1                |

In die Wertung kamen alle erzielten Resultate.

## Wissenswertes

### Allgemein
- Zur Saison 2016 neu im Rennkalender ist die Veranstaltung in Deutschland auf dem Lausitzring. Für Ende Juli war außerdem eine Veranstaltung im italienischen Monza vorgesehen. Da der hierfür erforderliche Rennstreckenumbau nicht erledigt war, wurde nach einem Ersatz gesucht. Da es zu keiner Einigung kam, wurde dieser Lauf komplett abgesagt.[1][2]
- Nicht mehr dabei sind die Rennen in Portugal (Portimão).
- Der zweite Lauf in Aragón war das 700. Rennen in der Geschichte der Superbike-Weltmeisterschaft.[3]

### Teams
- Yamaha steigt nach vier Jahren Pause wieder in die Superbike-WM ein. Das Einsatzmotorrad wird eine Yamaha YZF-R1 sein. Als Teampartner wird Crescent Racing fungieren. Welche in der letzten Saison noch mit der Suzuki GSX-R1000 fuhren. Als Fahrer wurden der Brite Alex Lowes (British-Superbike-Champion 2013) und der französische Superbike-Weltmeister von 2014 Sylvain Guintoli unter Vertrag genommen.[4]
- Nach dem ersten Lauf im spanischen Jerez wurde Kawasaki, mit einem zweiten Platz von Tom Sykes, drei Rennen vor dem Ende der Saison, zum zweiten Mal Superbike-Konstrukteurs-Weltmeister.

### Fahrer
- Da sich Josh Hook bei einem Test in Australien verletzte, sollte ihn der Türke Toprak Razgatlıoğlu vertreten. Dieser stürzte jedoch seinerseits im zweiten Freien Training beim Saisonauftakt in Australien. Da er sich dabei einen Knöchelbruch zuzog, kam es zu keinem Renneinsatz.[5][6] Der Thailänder Suhastchai Kaewjaturaporn war in seinem Heimatland der Ersatzfahrer für Hook.[7]
- Auch Fabio Menghi verletzte sich bei den Tests in Australien. Unter anderem erlitt er einen Beckenbruch. Für die Rennen in Australien wurde kein Ersatzfahrer eingesetzt. In Thailand, Aragón, Assen und Imola wurde er durch den Italiener Matteo Baiocco vertreten.[8]
- Für die Rennen in Sepang und Donington wurde Fabio Menghi durch den Italiener Luca Scassa vertreten.[9] Nach dem Menghi die Rennen in Misano bestritt, wurde er vom Rennarzt für die Rennen auf dem Laguna Seca Raceway für unfit erklärt.[10]
- Der Franzose Sylvain Barrier wurde von seinem Landsmann Lucas Mahias in Assen ersetzt. Da sich Barrier beim zweiten Lauf in Aragón verletzte.[11]
- Da sich Lucas Mahias bei einem Sturz in Imola verletzte, startete der Australier Anthony West als Ersatzfahrer für Sylvain Barrier in Sepang und Donington.[12]
- Alex De Angelis brach sich im Warm-up, vor dem zweiten Lauf in Assen, bei einer Kollision mit Josh Hook den kleinen Finger. Am Rennen nahm er deswegen nicht teil.[13]
- Nach einem Highsider in Imola konnte der Franzose Sylvain Guintoli dort nicht an den Rennen teilnehmen. In Donington wurde er von dem US-amerikaner Cameron Beaubier vertreten.[14] Bei den Rennen in Misano und Laguna Seca wurde Guintoli durch den Italiener Niccolò Canepa ersetzt.
- Alex Lowes hat sich nach einem Sturz in Sepang am Schlüsselbein verletzt. Am ersten freien Training in Donington nahm er teil. Doch die Verletzungen waren noch nicht weit genug verheilt, sodass er an den Rennen nicht teilnehmen konnte.[15]
- Der Italiener Raffaele De Rosa fuhr für den verletzten Markus Reiterberger die Rennen in Laguna Seca. Reiterberger verletzte sich nach einem Highsider im zweiten Lauf in Misano am Rücken.[16]
- Chaz Davies und Javier Forés traten als Gaststarter im Audi Sport TT Cup auf dem Hungaroring an. Die beiden Rennen fanden am 24. und 25. September 2016 statt. Forés belegte am Ende die Plätze 13 und 15. Davies schied bei beiden Rennen aus.[17]
- Bei der letzten Veranstaltung der Saison in Katar war der Brite Leon Haslam der Ersatzfahrer für Sylvain Barrier.[18]
- Durch den zweiten Platz beim ersten Lauf in Losail wurde Jonathan Rea zum zweiten Mal Superbike-Weltmeister.
- Mit acht Pole-Positions gewann Tom Sykes den Tissot-Superpole Award.[19]

## Rennkalender
| Nr. | Lauf | Datum              | Rennen         | Strecke                               | Streckenlayout |
| --- | ---- | ------------------ | -------------- | ------------------------------------- | -------------- |
| 1   | 1    | 27. Februar 2016   | Australien     | Phillip Island Circuit                |                |
| 1   | 2    | 28. Februar 2016   | Australien     | Phillip Island Circuit                |                |
| 2   | 1    | 12. März 2016      | Thailand       | Chang International Circuit           |                |
| 2   | 2    | 13. März 2016      | Thailand       | Chang International Circuit           |                |
| 3   | 1    | 2. April 2016      | Spanien        | Motorland Aragón                      |                |
| 3   | 2    | 3. April 2016      | Spanien        | Motorland Aragón                      |                |
| 4   | 1    | 16. April 2016     | Niederlande    | TT Circuit Assen                      |                |
| 4   | 2    | 17. April 2016     | Niederlande    | TT Circuit Assen                      |                |
| 5   | 1    | 30. April 2016     | Italien        | Autodromo Enzo e Dino Ferrari         |                |
| 5   | 2    | 1. Mai 2016        | Italien        | Autodromo Enzo e Dino Ferrari         |                |
| 6   | 1    | 14. Mai 2016       | Malaysia       | Sepang International Circuit          |                |
| 6   | 2    | 15. Mai 2016       | Malaysia       | Sepang International Circuit          |                |
| 7   | 1    | 28. Mai 2016       | Großbritannien | Donington Park                        |                |
| 7   | 2    | 29. Mai 2016       | Großbritannien | Donington Park                        |                |
| 8   | 2    | 18. Juni 2016      | Italien        | Misano World Circuit Marco Simoncelli |                |
| 8   | 2    | 19. Juni 2016      | Italien        | Misano World Circuit Marco Simoncelli |                |
| 9   | 2    | 9. Juli 2016       | USA            | Laguna Seca Raceway                   |                |
| 9   | 2    | 10. Juli 2016      | USA            | Laguna Seca Raceway                   |                |
| 10  | 2    | 17. September 2016 | Deutschland    | Lausitzring                           |                |
| 10  | 2    | 18. September 2016 | Deutschland    | Lausitzring                           |                |
| 11  | 2    | 1. Oktober 2016    | Frankreich     | Circuit de Nevers Magny-Cours         |                |
| 11  | 2    | 2. Oktober 2016    | Frankreich     | Circuit de Nevers Magny-Cours         |                |
| 12  | 2    | 15. Oktober 2016   | Spanien        | Circuito de Jerez                     |                |
| 12  | 2    | 16. Oktober 2016   | Spanien        | Circuito de Jerez                     |                |
| 13  | 2    | 29. Oktober 2016   | Katar          | Losail International Circuit          |                |
| 13  | 2    | 30. Oktober 2016   | Katar          | Losail International Circuit          |                |

## Teams und Fahrer
Die Auflistung der Teams und Fahrer entspricht der offiziellen Starterliste. Gast-, Ersatz und Wildcard-Fahrer sind in dieser Übersicht gesondert gekennzeichnet.
| Nr. | Fahrer                      | Nation         | Team                               | Motorrad            |
| --- | --------------------------- | -------------- | ---------------------------------- | ------------------- |
| 1   | Jonathan Rea                | Großbritannien | Kawasaki Racing Team               | Kawasaki ZX-10R     |
| 2   | Leon Camier                 | Großbritannien | MV Agusta Reparto Corse            | MV Agusta           |
| 4   | Gianluca Vizziello 1        | Italien        | Grillini Racing Team               | Kawasaki ZX-10R     |
| 6   | Cameron Beaubier 2          | USA            | Pata Yamaha Official WorldSBK Team | Yamaha YZF-R1M      |
| 7   | Chaz Davies                 | Großbritannien | Aruba.it Racing-Ducati             | Ducati Panigale R   |
| 9   | Dominic Schmitter           | Schweiz        | Grillini Racing Team               | Kawasaki ZX-10R     |
| 10  | Imre Tóth                   | Ungarn         | Team Toth                          | Yamaha YZF-R1M      |
| 11  | Saeed Al Sulaiti            | Katar          | Pedercini Racing                   | Kawasaki ZX-10R     |
| 12  | Javier Forés                | Spanien        | Barni Racing Team                  | Ducati Panigale R   |
| 13  | Anthony West 3              | Australien     | Pedercini Racing                   | Kawasaki ZX-10R     |
| 14  | Anucha Nakcharoensri 4      | Thailand       | Yamaha Thailand Racing Team        | Yamaha YZF-R1M      |
| 15  | Alex De Angelis             | San Marino     | IodaRacing Team                    | Aprilia RSV4        |
| 16  | Josh Hook                   | Australien     | Grillini Racing Team               | Kawasaki ZX-10R     |
| 17  | Karel Abraham               | Tschechien     | Milwaukee BMW                      | BMW S1000RR         |
| 19  | Suhastchai Kaewjaturaporn 5 | Thailand       | Grillini Racing Team               | Kawasaki ZX-10R     |
| 20  | Sylvain Barrier             | Frankreich     | Pedercini Racing                   | Kawasaki ZX-10R     |
| 21  | Markus Reiterberger         | Deutschland    | Althea BMW Racing Team             | BMW S1000RR         |
| 22  | Alex Lowes                  | Großbritannien | Pata Yamaha Official WorldSBK Team | Yamaha YZF-R1M      |
| 25  | Joshua Brookes              | Australien     | Milwaukee BMW                      | BMW S1000RR         |
| 32  | Lorenzo Savadori            | Italien        | IodaRacing Team                    | Aprilia RSV4        |
| 34  | Davide Giugliano            | Italien        | Aruba.it Racing-Ducati             | Ducati Panigale R   |
| 35  | Raffaele De Rosa 6          | Italien        | Althea BMW Racing Team             | BMW S1000RR         |
| 40  | Román Ramos                 | Spanien        | Team GOELEVEN                      | Kawasaki ZX-10R     |
| 44  | Lucas Mahias 7              | Frankreich     | Pedercini Racing                   | Kawasaki ZX-10R     |
| 46  | Mike Jones 8                | Australien     | Desmo Sport Ducati                 | Ducati Panigale R   |
| 50  | Sylvain Guintoli            | Frankreich     | Pata Yamaha Official WorldSBK Team | Yamaha YZF-R1M      |
| 54  | Toprak Razgatlıoğlu 9       | Türkei         | Grillini Racing Team               | Kawasaki ZX-10R     |
| 56  | Péter Sebestyén             | Ungarn         | Team Toth                          | Yamaha YZF-R1M      |
| 57  | Alex Plancassagne 10        | Frankreich     | 3ART                               | Yamaha YZF-R1M      |
| 59  | Niccolò Canepa 11           | Italien        | Pata Yamaha Official WorldSBK Team | Yamaha YZF-R1M      |
| 60  | Michael van der Mark        | Niederlande    | Honda World Superbike Team         | Honda CBR 1000RR SP |
| 61  | Fabio Menghi                | Italien        | VFT Racing                         | Ducati Panigale R   |
| 66  | Tom Sykes                   | Großbritannien | Kawasaki Racing Team               | Kawasaki ZX-10R     |
| 69  | Nicky Hayden                | USA            | Honda World Superbike Team         | Honda CBR 1000RR SP |
| 76  | Matthieu Lagrive 12         | Frankreich     | Pedercini Racing                   | Kawasaki ZX-10R     |
| 81  | Jordi Torres                | Spanien        | Althea BMW Racing Team             | BMW S1000RR         |
| 82  | Karel Pešek 13              | Tschechien     | Team Toth                          | Yamaha YZF-R1M      |
| 86  | Sheridan Morais 14          | Südafrika      | Grillini Racing Team               | Kawasaki ZX-10R     |
| 91  | Leon Haslam 15              | Großbritannien | Pedercini Racing                   | Kawasaki ZX-10R     |
| 94  | Matthieu Lussiana 16        | Frankreich     | Team ASPI                          | BMW S1000RR         |
| 99  | Luca Scassa 17              | Italien        | VFT Racing                         | Ducati Panigale R   |
| 119 | Paweł Szkopek 18            | Polen          | Team Toth                          | Yamaha YZF-R1M      |
| 151 | Matteo Baiocco 19           | Italien        | VFT Racing                         | Ducati Panigale R   |

| Legende         |
| --------------- |
| Stammfahrer     |
| Wildcard-Fahrer |
| Ersatzfahrer    |

| 1 Ersatz für Hook ab Misano                                                   |
| 2 Ersatz für Guintoli in Großbritannien                                       |
| 3 Ersatz für Barrier in Malaysia, Großbritannien, Misano, USA und Deutschland |
| 4 Wildcard in Thailand                                                        |
| 5 Ersatz für Hook in Thailand                                                 |
| 6 Ersatz für Reiterberger in Laguna Seca                                      |
| 7 Ersatz für Barrier in Assen und Imola                                       |
| 8 Wildcard in Australien                                                      |
| 9 Ersatz für Hook in Australien                                               |
| 10 Wildcard in Frankreich                                                     |
| 11 Ersatz für Guintoli in Misano und Laguna Seca                              |
| 12 Ersatz für Barrier in Frankreich                                           |
| 13 Ersatz für Szkopek in Jerez                                                |
| 14 Ersatz für Hook in Großbritannien                                          |
| 15 Ersatz für Barrier in Katar                                                |
| 16 Wildcard in Aragón, Assen, Großbritannien und Frankreich                   |
| 17 Ersatz für Menghi in Malaysia, Großbritannien und Deutschland              |
| 18 Ersatz für Tóth ab Assen                                                   |
| 19 Ersatz für Menghi in Thailand, Aragón, Assen und Imola                     |

## Rennergebnisse
| Nr. | Datum         | Rennen                 | Strecke                     | Pole-Position        | Lauf | Platz 1      | Platz 2              | Platz 3              | Schn. Rennrunde  | Gesamtführender Fahrer | Gesamtführender Konstrukteur |
| --- | ------------- | ---------------------- | --------------------------- | -------------------- | ---- | ------------ | -------------------- | -------------------- | ---------------- | ---------------------- | ---------------------------- |
| 1   | 27. Februar   | Australien             | Phillip Island              | Tom Sykes            | 1    | Jonathan Rea | Chaz Davies          | Michael van der Mark | Davide Giugliano | Jonathan Rea           | Kawasaki                     |
| 1   | 28. Februar   | Australien             | Phillip Island              | Tom Sykes            | 2    | Jonathan Rea | Michael van der Mark | Davide Giugliano     | Chaz Davies      | Jonathan Rea           | Kawasaki                     |
| 2   | 12. März      | Thailand               | Chang International Circuit | Michael van der Mark | 1    | Jonathan Rea | Tom Sykes            | Michael van der Mark | Jonathan Rea     | Jonathan Rea           | Kawasaki                     |
| 2   | 13. März      | Thailand               | Chang International Circuit | Michael van der Mark | 2    | Tom Sykes    | Jonathan Rea         | Chaz Davies          | Jonathan Rea     | Jonathan Rea           | Kawasaki                     |
| 3   | 2. April      | Spanien                | Motorland Aragón            | Tom Sykes            | 1    | Chaz Davies  | Jonathan Rea         | Tom Sykes            | Chaz Davies      | Jonathan Rea           | Kawasaki                     |
| 3   | 3. April      | Spanien                | Motorland Aragón            | Tom Sykes            | 2    | Chaz Davies  | Tom Sykes            | Jonathan Rea         | Chaz Davies      | Jonathan Rea           | Kawasaki                     |
| 4   | 16. April     | Niederlande            | Assen                       | Tom Sykes            | 1    | Jonathan Rea | Chaz Davies          | Nicky Hayden         | Chaz Davies      | Jonathan Rea           | Kawasaki                     |
| 4   | 17. April     | Niederlande            | Assen                       | Tom Sykes            | 2    | Jonathan Rea | Tom Sykes            | Michael van der Mark | Jonathan Rea     | Jonathan Rea           | Kawasaki                     |
| 5   | 30. April     | Italien                | Imola                       | Chaz Davies          | 1    | Chaz Davies  | Jonathan Rea         | Tom Sykes            | Chaz Davies      | Jonathan Rea           | Kawasaki                     |
| 5   | 1. Mai        | Italien                | Imola                       | Chaz Davies          | 2    | Chaz Davies  | Jonathan Rea         | Tom Sykes            | Chaz Davies      | Jonathan Rea           | Kawasaki                     |
| 6   | 14. Mai       | Malaysia               | Sepang                      | Tom Sykes            | 1    | Tom Sykes    | Jonathan Rea         | Chaz Davies          | Tom Sykes        | Jonathan Rea           | Kawasaki                     |
| 6   | 15. Mai       | Malaysia               | Sepang                      | Tom Sykes            | 2    | Nicky Hayden | Davide Giugliano     | Jonathan Rea         | Davide Giugliano | Jonathan Rea           | Kawasaki                     |
| 7   | 28. Mai       | Vereinigtes Königreich | Donington                   | Tom Sykes            | 1    | Tom Sykes    | Davide Giugliano     | Jonathan Rea         | Jonathan Rea     | Jonathan Rea           | Kawasaki                     |
| 7   | 29. Mai       | Vereinigtes Königreich | Donington                   | Tom Sykes            | 2    | Tom Sykes    | Jonathan Rea         | Chaz Davies          | Jonathan Rea     | Jonathan Rea           | Kawasaki                     |
| 8   | 18. Juni      | Italien                | Misano                      | Tom Sykes            | 1    | Jonathan Rea | Tom Sykes            | Michael van der Mark | Tom Sykes        | Jonathan Rea           | Kawasaki                     |
| 8   | 19. Juni      | Italien                | Misano                      | Tom Sykes            | 2    | Jonathan Rea | Tom Sykes            | Davide Giugliano     | Alex Lowes       | Jonathan Rea           | Kawasaki                     |
| 9   | 9. Juli       | USA                    | Laguna Seca                 | Tom Sykes            | 1    | Jonathan Rea | Tom Sykes            | Nicky Hayden         | Chaz Davies      | Jonathan Rea           | Kawasaki                     |
| 9   | 10. Juli      | USA                    | Laguna Seca                 | Tom Sykes            | 2    | Tom Sykes    | Davide Giugliano     | Chaz Davies          | Tom Sykes        | Jonathan Rea           | Kawasaki                     |
| 10  | 17. September | Deutschland            | Lausitzring                 | Chaz Davies          | 1    | Chaz Davies  | Tom Sykes            | Nicky Hayden         | Chaz Davies      | Jonathan Rea           | Kawasaki                     |
| 10  | 18. September | Deutschland            | Lausitzring                 | Chaz Davies          | 2    | Jonathan Rea | Alex De Angelis      | Javier Forés         | Javier Forés     | Jonathan Rea           | Kawasaki                     |
| 11  | 1. Oktober    | Frankreich             | Magny-Cours                 | Jonathan Rea         | 1    | Chaz Davies  | Michael van der Mark | Tom Sykes            | Tom Sykes        | Jonathan Rea           | Kawasaki                     |
| 11  | 2. Oktober    | Frankreich             | Magny-Cours                 | Jonathan Rea         | 2    | Chaz Davies  | Jonathan Rea         | Tom Sykes            | Tom Sykes        | Jonathan Rea           | Kawasaki                     |
| 12  | 15. Oktober   | Spanien                | Jerez                       | Tom Sykes            | 1    | Chaz Davies  | Tom Sykes            | Jonathan Rea         | Tom Sykes        | Jonathan Rea           | Kawasaki                     |
| 12  | 16. Oktober   | Spanien                | Jerez                       | Tom Sykes            | 2    | Chaz Davies  | Jonathan Rea         | Tom Sykes            | Chaz Davies      | Jonathan Rea           | Kawasaki                     |
| 13  | 29. Oktober   | Katar                  | Katar                       | Jonathan Rea         | 1    | Chaz Davies  | Jonathan Rea         | Sylvain Guintoli     | Chaz Davies      | Jonathan Rea           | Kawasaki                     |
| 13  | 30. Oktober   | Katar                  | Katar                       | Jonathan Rea         | 2    | Chaz Davies  | Tom Sykes            | Jonathan Rea         | Jonathan Rea     | Jonathan Rea           | Kawasaki                     |

## Fahrerwertung
| Pos. | Fahrer            | Maschine  | AUS | AUS | THA | THA | ESP | ESP | NLD | NLD | ITA | ITA | MYS | MYS | GBR | GBR | ITA | ITA | USA | USA | DEU | DEU | FRA | FRA | ESP | ESP | QAT | QAT | Gesamt |
| Pos. | Fahrer            | Maschine  | R1  | R2  | R1  | R2  | R1  | R2  | R1  | R2  | R1  | R2  | R1  | R2  | R1  | R2  | R1  | R2  | R1  | R2  | R1  | R2  | R1  | R2  | R1  | R2  | R1  | R2  | Gesamt |
| ---- | ----------------- | --------- | --- | --- | --- | --- | --- | --- | --- | --- | --- | --- | --- | --- | --- | --- | --- | --- | --- | --- | --- | --- | --- | --- | --- | --- | --- | --- | ------ |
| 1    | J. Rea            | Kawasaki  | 1   | 1   | 1   | 2   | 2   | 3   | 1   | 1   | 2   | 2   | 2   | 3   | 3   | 2   | 1   | 1   | 1   | DNF | DNF | 1   | 4   | 2   | 3   | 2   | 2   | 3   | 498    |
| 2    | T. Sykes          | Kawasaki  | 5   | 6   | 2   | 1   | 3   | 2   | DNF | 2   | 3   | 3   | 1   | 8   | 1   | 1   | 2   | 2   | 2   | 1   | 2   | 12  | 3   | 3   | 2   | 3   | 4   | 2   | 447    |
| 3    | C. Davies         | Ducati    | 2   | 10  | 4   | 3   | 1   | 1   | 2   | 5   | 1   | 1   | 3   | 4   | DNF | 3   | 4   | DNF | DNF | 3   | 1   | 6   | 1   | 1   | 1   | 1   | 1   | 1   | 445    |
| 4    | M. v. d. Mark     | Honda     | 3   | 2   | 3   | 4   | DNF | 7   | DNF | 3   | 7   | 9   | 7   | 6   | 8   | 8   | 3   | 10  | 4   | 7   | 6   | 8   | 2   | 5   | 5   | 6   | 9   | 11  | 267    |
| 5    | N. Hayden         | Honda     | 9   | 4   | DNF | 5   | 6   | DNF | 3   | 6   | 9   | 8   | 8   | 1   | 5   | 6   | DNF | 6   | 3   | 5   | 3   | 10  | DNF | 9   | 4   | 4   | 5   | 7   | 248    |
| 6    | J. Torres         | BMW       | 8   | 7   | 8   | 8   | 7   | 5   | 5   | 15  | 4   | 7   | 4   | 13  | 7   | 11  | 5   | 7   | 8   | 6   | 4   | DNF | 14  | 7   | 8   | 8   | 8   | 6   | 213    |
| 7    | D. Giugliano      | Ducati    | 4   | 3   | 18  | 10  | 5   | 6   | DNF | 8   | 5   | 4   | 6   | 2   | 2   | 7   | 14  | 3   | DNF | 2   | 7   | DNF | INJ | INJ | DNF | 13  | DNF |     | 197    |
| 8    | L. Camier         | MV Agusta | 7   | DNF | 11  | 11  | DNF | 16  | 4   | 9   | 6   | 5   | 10  | 9   | 4   | 5   | 8   | DNF | 11  | DNS | 5   | 4   | 7   | 4   | 7   | DNF | 18  | 13  | 168    |
| 9    | J. Forés          | Ducati    | DNF | DNS | 14  | DNF | 4   | 4   | 13  | 10  | 10  | 10  | 14  | 11  | 12  | 14  | DNF | 4   | 7   | 4   | 10  | 3   | 8   | 10  | DNF | DNF | 6   | 8   | 151    |
| 10   | L. Savadori       | Aprilia   | 12  | DNF | 10  | 9   | 10  | 11  | 6   | 4   | 8   | 11  | DNF | 14  | 6   | 4   | DNF | 5   | 6   | DNF | DNF | DNF | 5   | 6   | 13  | 10  | 10  | 12  | 150    |
| 11   | S. Guintoli       | Yamaha    | 6   | 5   | 7   | 6   | 9   | 10  | DNF | 11  | INJ | INJ | INJ | INJ | INJ | INJ | INJ | INJ | INJ | INJ | 9   | 5   | 9   | 8   | 6   | 5   | 3   | 4   | 141    |
| 12   | A. Lowes          | Yamaha    | DNF | 14  | 6   | DNF | 8   | 9   | 8   | 7   | 11  | 6   | 5   | DNF | INJ | INJ | 13  | 8   | 5   | 14  | 8   | DNF | 11  | 19  | DNF | 7   | 7   | 10  | 131    |
| 13   | A. De Angelis     | Aprilia   | DNF | 13  | 9   | 14  | 11  | 8   | 12  | INJ | 15  | 14  | DNF | 7   | DNF | 15  | 12  | 13  | 9   | DNS | 12  | 2   | 10  | 14  | 11  | DNF | 13  | DNF | 96     |
| 14   | J. Brookes        | BMW       | 10  | 9   | 15  | 16  | 13  | 13  | 11  | DNF | 14  | 13  | 11  | 12  | 14  | 9   | 11  | 14  | 13  | DNS | 14  | 7   | 12  | 11  | 10  | 12  | 15  | DNS | 89     |
| 15   | R. Ramos          | Kawasaki  | 11  | 12  | 12  | 12  | 12  | 12  | 9   | 12  | INJ | INJ | INJ | INJ | 13  | 13  | 9   | 12  | 15  | 10  | 13  | 9   | 13  | 13  | 12  | 11  | 14  | 14  | 89     |
| 16   | M. Reiterberger   | BMW       | DNF | 8   | 5   | 7   | 14  | 15  | 7   | 16  | 13  | 12  | DNF | 10  | 11  | 16  | 6   | DNF | INJ | INJ | DNF | DNF | 17  | 12  | 9   | 14  | DNF | 15  | 82     |
| 17   | A. West           | Kawasaki  |     |     |     |     |     |     |     |     |     |     | 9   | 5   | 10  | 12  | 10  | 11  | 12  | 9   | 11  | DNF |     |     | 14  | 9   |     |     | 64     |
| 18   | K. Abraham        | BMW       | 13  | 11  | DNF | 15  | 15  | 14  | DNF | 14  | 16  | DNF | 12  | DNF | 9   | DNF | DNF | 15  | 14  | 12  | DNF | 15  | 16  | 16  | INJ | INJ | DNF | DNF | 33     |
| 19   | N. Canepa         | Yamaha    |     |     |     |     |     |     |     |     |     |     |     |     |     |     | 7   | 9   | 10  | 8   |     |     |     |     |     |     |     |     | 30     |
| 20   | L. Haslam         | Kawasaki  |     |     |     |     |     |     |     |     |     |     |     |     |     |     |     |     |     |     |     |     |     |     |     |     | 11  | 5   | 16     |
| 21   | R. De Rosa        | BMW       |     |     |     |     |     |     |     |     |     |     |     |     |     |     |     |     | DNF | 11  |     |     |     |     |     |     | 12  | 9   | 16     |
| 22   | M. Baiocco        | Ducati    |     |     | 13  | 13  | DNF | 17  | 14  | DNF | 12  | DNF |     |     |     |     |     |     |     |     |     |     |     |     |     |     |     |     | 12     |
| 23   | M. Lagrive        | Kawasaki  |     |     |     |     |     |     |     |     |     |     |     |     |     |     |     |     |     |     |     |     | 6   | 15  |     |     |     |     | 11     |
| 24   | L. Scassa         | Ducati    |     |     |     |     |     |     |     |     |     |     | 13  | 17  | DNF | 17  |     |     |     |     | 15  | 11  | 15  | DNF | DNF | 16  | 16  | 16  | 10     |
| 25   | L. Mahias         | Kawasaki  |     |     |     |     |     |     | 10  | 13  | INJ | INJ | INJ | INJ | INJ | INJ |     |     |     |     |     |     |     |     |     |     |     |     | 9      |
| 26   | C. Beaubier       | Yamaha    |     |     |     |     |     |     |     |     |     |     |     |     | DNF | 10  |     |     |     |     |     |     |     |     |     |     |     |     | 6      |
| 27   | D. Schmitter      | Kawasaki  | 16  | 16  | 19  | 19  | 18  | 19  | DNQ | 20  | DNS | 15  | 16  | 19  | 15  | 18  | 17  | 16  | 16  | 13  | 16  | DNF | DNF | INJ | 17  | 18  | 19  | 18  | 5      |
| 28   | G. Vizziello      | Kawasaki  |     |     |     |     |     |     |     |     |     | DNF | 18  | 16  |     |     | 20  | DNF | DNF | 17  | 19  | 13  | 21  | 17  | 16  | 15  | 21  | 17  | 4      |
| 29   | P. Szkopek        | Yamaha    |     |     |     |     |     |     | 17  | 18  | 18  | 17  | DNF | 18  | 16  | 19  | 15  | 20  | 18  | INJ | 17  | 14  |     |     |     |     | DNS | 20  | 3      |
| 30   | M. Jones          | Ducati    | 14  | DNF |     |     |     |     |     |     |     |     |     |     |     |     |     |     |     |     |     |     |     |     |     |     |     |     | 2      |
| 31   | S. Barrier        | Kawasaki  | 15  | 15  | 16  | 17  | 16  | DNF | INJ | INJ | INJ | INJ | INJ | INJ | INJ | INJ |     |     |     |     |     |     |     |     |     |     |     |     | 2      |
| 32   | J. Hook           | Kawasaki  | INJ | INJ | INJ | INJ | DNF | DNF | 16  | DNF | 17  | DNF | 15  | 15  |     |     |     |     |     |     |     |     |     |     |     |     |     |     | 2      |
| 33   | P. Sebestyén      | Yamaha    | 18  | 18  | 20  | 20  | 19  | 20  | DNQ | 19  | DNS | INJ | INJ | INJ | INJ | INJ | 16  | 18  | 17  | 16  | 18  | 16  | 19  | 18  | 15  | DNF | 20  | 19  | 1      |
| 34   | M. Lussiana       | BMW       |     |     |     |     | 17  | 18  | 15  | 17  |     |     |     |     | DNF | DNF |     |     |     |     |     |     | 20  | DNF | DNF | 17  |     |     | 1      |
| 35   | S. Al Sulaiti     | Kawasaki  | 17  | 17  | 17  | DNF | DNF | 21  | DNQ | DNQ | DNF | 16  | 17  | 20  | 17  | DNF | 19  | 19  | DNF | 15  | DNF | DNF | 18  | DNF | DNF | DNF | 17  | DNS | 1      |
| 36   | F. Menghi         | Ducati    | INJ | INJ | INJ | INJ | INJ | INJ | INJ | INJ | INJ | INJ | INJ | INJ | INJ | INJ | 18  | 17  | EX  | EX  | INJ | INJ | INJ | INJ | INJ | INJ | INJ | INJ | 0      |
| 37   | I. Tóth           | Yamaha    | 19  | 19  | 22  | 22  | 20  | 22  |     |     |     |     | 19  | 21  | 18  | DNF |     |     |     |     |     |     | DNF | 21  |     |     |     |     | 0      |
| 38   | K. Pešek          | Yamaha    |     |     |     |     |     |     |     |     |     |     |     |     |     |     |     |     |     |     |     |     |     |     | 18  | 19  |     |     | 0      |
| 39   | A. Nakcharoensri  | Yamaha    |     |     | 23  | 18  |     |     |     |     |     |     |     |     |     |     |     |     |     |     |     |     |     |     |     |     |     |     | 0      |
| 40   | A. Plancassagne   | Yamaha    |     |     |     |     |     |     |     |     |     |     |     |     |     |     |     |     |     |     |     |     | 22  | 20  |     |     |     |     | 0      |
| 41   | S. Kaewjaturaporn | Kawasaki  |     |     | 21  | 21  |     |     |     |     |     |     |     |     |     |     |     |     |     |     |     |     |     |     |     |     |     |     | 0      |
|      | S. Morais         | Kawasaki  |     |     |     |     |     |     |     |     |     |     |     |     | DNS | DNS |     |     |     |     |     |     |     |     |     |     |     |     | 0      |
|      | T. Razgatlıoğlu   | Kawasaki  | INJ | INJ |     |     |     |     |     |     |     |     |     |     |     |     |     |     |     |     |     |     |     |     |     |     |     |     | 0      |

| Farbe         | Bedeutung                               |
| ------------- | --------------------------------------- |
| Gold          | Sieger                                  |
| Silber        | 2. Platz                                |
| Bronze        | 3. Platz                                |
| Grün          | Platzierung in den Punkten              |
| Blau          | Klassifiziert außerhalb der Punkteränge |
| Violett       | Rennen nicht beendet (DNF)              |
| Violett       | nicht klassifiziert (NC)                |
| Rot           | nicht qualifiziert (DNQ)                |
| Schwarz       | disqualifiziert (DSQ)                   |
| Weiß          | nicht am Start (DNS)                    |
| Weiß          | zurückgezogen (WD)                      |
| Weiß          | Rennen abgesagt (C)                     |
| ohne Farbe    | nicht am Training teilgenommen (DNP)    |
| ohne Farbe    | verletzt oder krank (INJ)               |
| ohne Farbe    | ausgeschlossen (EX)                     |
| ohne Farbe    | nicht erschienen (DNA)                  |
| fett          | Pole-Position                           |
| kursiv        | Schnellste Rennrunde                    |
| unterstrichen | WM-Führung                              |
| hochgestellt  | Platzierung im Sprintrennen             |